# Collegio elettorale di Belluno (Senato della Repubblica)
Il collegio di Belluno fu un collegio elettorale uninominale della Repubblica Italiana appartenente alla circoscrizione Veneto; fu utilizzato per eleggere un senatore della Repubblica dalla I alla XIV legislatura, sebbene con forme diverse e sistemi elettorali diversi.

## Storia
Il collegio venne creato nel 1948 secondo la legge n. 29 del 6 febbraio 1948 la quale, pur basandosi sull'impianto proporzionale in vigore per la Camera, rispetto a quest'ultima conteneva alcuni piccoli correttivi in senso maggioritario. Tale legge ebbe il suo definitivo perfezionamento col Testo Unico n°361 del 1957. Differentemente dalla Camera, la legge elettorale del Senato si articolava su base regionale, seguendo il dettato costituzionale (art.57). Ogni Regione era suddivisa in tanti collegi uninominali quanti erano i seggi ad essa assegnati. All'interno di ciascun collegio, veniva eletto il candidato che avesse raggiunto il quorum del 65% delle preferenze: tale soglia, oggettivamente di difficilissimo conseguimento, tradiva l'impianto proporzionale su cui era concepito anche il sistema elettorale della Camera Alta. Qualora, come normalmente avveniva, nessun candidato avesse conseguito l'elezione, i voti di tutti i candidati venivano raggruppati in liste di partito a livello regionale, dove i seggi venivano allocati utilizzando il metodo D'Hondt delle maggiori medie statistiche e quindi, all'interno di ciascuna lista, venivano dichiarati eletti i candidati con le migliori percentuali di preferenza.
Nel 1993, con la cosiddetta Legge Mattarella (Legge n. 276, Norme per l'elezione del Senato della Repubblica), attuata in seguito al referendum abrogativo del 1993, venne istituito per la Camera dei deputati e per il Senato della Repubblica un sistema di elezione misto, in parte maggioritario e in parte proporzionale. Il 75% dei parlamentari dell'assemblea veniva eletto in collegi uninominali tramite sistema maggioritario a turno unico; il restante 25% al Senato veniva eletto tramite recupero proporzionale dei più votati non eletti attraverso un meccanismo di calcolo denominato "scorporo", cioè sottraendo dal conteggio dei voti totali di una lista nella parte proporzionale i voti ottenuti dai candidati collegati alla medesima lista che erano eletti nei collegi uninominali con il sistema maggioritario.
Il collegio venne abolito insieme a tutti gli altri che costituivano il Senato con la promulgazione della legge elettorale successiva, la cosiddetta Legge Calderoli. Questa prevedeva un sistema proporzionale con premio di maggioranza, che al Senato veniva attribuito a livello regionale.

## 1948-1993

### Territorio
Il collegio di Belluno era uno dei 19 collegi uninominali in cui era suddiviso il Veneto; era interamente compreso nella provincia di Belluno e comprendeva i seguenti comuni: Agordo, Alleghe, Auronzo di Cadore, Belluno, Borca di Cadore, Calalzo di Cadore, Castellavazzo, Cencenighe Agordino, Cesiomaggiore, Chies d'Alpago, Cibiana di Cadore, Colle Santa Lucia, Comelico Superiore, Cortina d'Ampezzo, Danta di Cadore, Domegge di Cadore, Falcade, Farra d'Alpago, Feltre, Fonzaso, Forno di Canale, Forno di Zoldo, Gosaldo, La Valle Agordina, Lentiai, Livinallongo del Col di Lana, Longarone, Lorenzago di Cadore, Lozzo di Cadore, Mel, Ospitale di Cadore, Pedavena, Perarolo di Cadore, Pieve di Cadore, Ponte nelle Alpi, Puos d'Alpago, Rivamonte Agordino, Rocca Pietore, San Gregorio nelle Alpi, San Nicolò di Comelico, San Pietro di Cadore, San Tomaso Agordino, San Vito di Cadore, Santa Giustina, Santo Stefano di Cadore, Sappada, Sedico, Selva di Cadore, Sospirolo, Soverzene, Sovramonte, Taibon Agordino, Tambre, Vallada Agordina, Valle di Cadore, Vigo di Cadore, Vodo di Cadore, Voltago Agordino, Zoldo Alto e Zoppè di Cadore.

### Dati elettorali

#### I legislatura
|                                                                                | Agostino D'Incà ✔️ Eletto | Democrazia Cristiana        | 58 665  | 59,36 |  |  |  |  |  |
|                                                                                | Attilio Tissi ✔️ Eletto   | Unità Socialista            | 17 152  | 17,35 |  |  |  |  |  |
|                                                                                | Oberdan Vigna             | Fronte Democratico Popolare | 15 121  | 15,30 |  |  |  |  |  |
|                                                                                | Giuseppe Segati           | Blocco Nazionale            | 7 895   | 7,99  |  |  |  |  |  |
| Totale                                                                         | Totale                    | Totale                      | 98 833  | 100   |  |  |  |  |  |
|                                                                                |                           |                             |         |       |  |  |  |  |  |
| Voti non validi                                                                | Voti non validi           | Voti non validi             | 6 108   | 5,82  |  |  |  |  |  |
| Votanti                                                                        | Votanti                   | Votanti                     | 104 941 | 85,90 |  |  |  |  |  |
| Elettori                                                                       | Elettori                  | Elettori                    | 122 165 |       |  |  |  |  |  |
|                                                                                |                           |                             |         |       |  |  |  |  |  |
| Nota: quorum del 65% non raggiunto; ripartizione dei seggi a livello regionale |                           |                             |         |       |  |  |  |  |  |
| Data: 18 aprile 1948                                                           |                           |                             |         |       |  |  |  |  |  |
| Fonte: Ministero dell'interno                                                  |                           |                             |         |       |  |  |  |  |  |

#### II legislatura
|                                                                                | Pietro Vecellio Segate            | Democrazia Cristiana                    | 56 780  | 54,64 |  |  |  |  |  |
|                                                                                | Luciano Granzotto Basso ✔️ Eletto | Partito Socialista Democratico Italiano | 12 928  | 12,44 |  |  |  |  |  |
|                                                                                | Vincenzo Lante                    | Partito Socialista Italiano             | 12 006  | 11,55 |  |  |  |  |  |
|                                                                                | Antonio Bertolissi                | Partito Comunista Italiano              | 11 351  | 10,92 |  |  |  |  |  |
|                                                                                | Edgardo Beltrametti               | Movimento Sociale Italiano              | 3 656   | 3,52  |  |  |  |  |  |
|                                                                                | Aldo Marinotti                    | Partito Nazionale Monarchico            | 3 495   | 3,36  |  |  |  |  |  |
|                                                                                | Emilio Battisti                   | Partito Liberale Italiano               | 2 458   | 2,37  |  |  |  |  |  |
|                                                                                | Ludovico Pezzangora               | Partito Repubblicano Italiano           | 665     | 0,64  |  |  |  |  |  |
|                                                                                | Guido Tissi                       | Alleanza Democratica Nazionale          | 585     | 0,56  |  |  |  |  |  |
| Totale                                                                         | Totale                            | Totale                                  | 103 924 | 100   |  |  |  |  |  |
|                                                                                |                                   |                                         |         |       |  |  |  |  |  |
| Voti non validi                                                                | Voti non validi                   | Voti non validi                         | 5 871   | 5,35  |  |  |  |  |  |
| Votanti                                                                        | Votanti                           | Votanti                                 | 109 795 | 87,45 |  |  |  |  |  |
| Elettori                                                                       | Elettori                          | Elettori                                | 125 548 |       |  |  |  |  |  |
|                                                                                |                                   |                                         |         |       |  |  |  |  |  |
| Nota: quorum del 65% non raggiunto; ripartizione dei seggi a livello regionale |                                   |                                         |         |       |  |  |  |  |  |
| Data: 7 giugno 1953                                                            |                                   |                                         |         |       |  |  |  |  |  |
| Fonte: Ministero dell'interno                                                  |                                   |                                         |         |       |  |  |  |  |  |

#### III legislatura
|                                                                                | Pietro Vecellio Segate            | Democrazia Cristiana                    | 55 992  | 52,47 |  |  |  |  |  |
|                                                                                | Luigi Tona                        | Partito Socialista Italiano             | 13 706  | 12,84 |  |  |  |  |  |
|                                                                                | Luciano Granzotto Basso ✔️ Eletto | Partito Socialista Democratico Italiano | 12 961  | 12,14 |  |  |  |  |  |
|                                                                                | Antonio Bertolissi                | Partito Comunista Italiano              | 10 950  | 10,26 |  |  |  |  |  |
|                                                                                | Mario Luciani                     | Tre Cime di Lavaredo                    | 9 928   | 9,30  |  |  |  |  |  |
|                                                                                | Carlo Protti                      | Partito Liberale Italiano               | 2 218   | 2,08  |  |  |  |  |  |
|                                                                                | Guido Calogero                    | PRI - PR                                | 967     | 0,91  |  |  |  |  |  |
| Totale                                                                         | Totale                            | Totale                                  | 106 722 | 100   |  |  |  |  |  |
|                                                                                |                                   |                                         |         |       |  |  |  |  |  |
| Voti non validi                                                                | Voti non validi                   | Voti non validi                         | 4 899   | 4,39  |  |  |  |  |  |
| Votanti                                                                        | Votanti                           | Votanti                                 | 111 621 | 86,07 |  |  |  |  |  |
| Elettori                                                                       | Elettori                          | Elettori                                | 129 679 |       |  |  |  |  |  |
|                                                                                |                                   |                                         |         |       |  |  |  |  |  |
| Nota: quorum del 65% non raggiunto; ripartizione dei seggi a livello regionale |                                   |                                         |         |       |  |  |  |  |  |
| Data: 25 maggio 1958                                                           |                                   |                                         |         |       |  |  |  |  |  |
| Fonte: Ministero dell'interno                                                  |                                   |                                         |         |       |  |  |  |  |  |

#### IV legislatura
|                                                                                | Pietro Vecellio Segrate           | Democrazia Cristiana                    | 54 306  | 51,35 |  |  |  |  |  |
|                                                                                | Luciano Granzotto Basso ✔️ Eletto | Partito Socialista Democratico Italiano | 15 522  | 14,68 |  |  |  |  |  |
|                                                                                | A. Zambelli                       | Partito Socialista Italiano             | 15 137  | 14,31 |  |  |  |  |  |
|                                                                                | Antonio Bertolissi                | Partito Comunista Italiano              | 11 202  | 10,59 |  |  |  |  |  |
|                                                                                | Carlo Protti                      | Partito Liberale Italiano               | 5 644   | 5,34  |  |  |  |  |  |
|                                                                                | C. Fabbro                         | Movimento Sociale Italiano              | 3 402   | 3,22  |  |  |  |  |  |
|                                                                                | M. Dall'Acqua D'Industria         | Partito Repubblicano Italiano           | 545     | 0,52  |  |  |  |  |  |
| Totale                                                                         | Totale                            | Totale                                  | 105 758 | 100   |  |  |  |  |  |
|                                                                                |                                   |                                         |         |       |  |  |  |  |  |
| Voti non validi                                                                | Voti non validi                   | Voti non validi                         | 4 788   | 4,33  |  |  |  |  |  |
| Votanti                                                                        | Votanti                           | Votanti                                 | 110 546 | 85,12 |  |  |  |  |  |
| Elettori                                                                       | Elettori                          | Elettori                                | 129 874 |       |  |  |  |  |  |
|                                                                                |                                   |                                         |         |       |  |  |  |  |  |
| Nota: quorum del 65% non raggiunto; ripartizione dei seggi a livello regionale |                                   |                                         |         |       |  |  |  |  |  |
| Data: 28 aprile 1963                                                           |                                   |                                         |         |       |  |  |  |  |  |
| Fonte: Ministero dell'interno                                                  |                                   |                                         |         |       |  |  |  |  |  |

#### V legislatura
|                                                                                | Gianfranco Orsini       | Democrazia Cristiana          | 49 878  | 46,29 |  |  |  |  |  |
|                                                                                | Giusto Tolloy ✔️ Eletto | PSI-PSDI Unificati            | 26 100  | 24,22 |  |  |  |  |  |
|                                                                                | Antonio Bertolissi      | PCI - PSIUP                   | 17 390  | 16,14 |  |  |  |  |  |
|                                                                                | R. Broglio              | Partito Liberale Italiano     | 9 533   | 8,85  |  |  |  |  |  |
|                                                                                | O. Fabrizi              | MSI - PDIUM                   | 3 182   | 2,95  |  |  |  |  |  |
|                                                                                | A. Da Rold              | Partito Repubblicano Italiano | 1 674   | 1,55  |  |  |  |  |  |
| Totale                                                                         | Totale                  | Totale                        | 107 757 | 100   |  |  |  |  |  |
|                                                                                |                         |                               |         |       |  |  |  |  |  |
| Voti non validi                                                                | Voti non validi         | Voti non validi               | 6 212   | 5,45  |  |  |  |  |  |
| Votanti                                                                        | Votanti                 | Votanti                       | 113 969 | 86,57 |  |  |  |  |  |
| Elettori                                                                       | Elettori                | Elettori                      | 131 642 |       |  |  |  |  |  |
|                                                                                |                         |                               |         |       |  |  |  |  |  |
| Nota: quorum del 65% non raggiunto; ripartizione dei seggi a livello regionale |                         |                               |         |       |  |  |  |  |  |
| Data: 19 maggio 1968                                                           |                         |                               |         |       |  |  |  |  |  |
| Fonte: Ministero dell'interno                                                  |                         |                               |         |       |  |  |  |  |  |

#### VI legislatura
|                                                                                | Arnaldo Colleselli ✔️ Eletto   | Democrazia Cristiana                    | 54 447  | 47,88 |  |  |  |  |  |
|                                                                                | Paolo Licini ✔️ Eletto         | Partito Socialista Italiano             | 17 059  | 15,00 |  |  |  |  |  |
|                                                                                | T. V. Bettiol                  | PCI - PSIUP                             | 16 675  | 14,66 |  |  |  |  |  |
|                                                                                | Gianmatteo Matteotti ✔️ Eletto | Partito Socialista Democratico Italiano | 13 122  | 11,54 |  |  |  |  |  |
|                                                                                | O. Fabrizi                     | Movimento Sociale Italiano              | 4 795   | 4,22  |  |  |  |  |  |
|                                                                                | U. Gasparini                   | Partito Liberale Italiano               | 4 664   | 4,10  |  |  |  |  |  |
|                                                                                | Romolo Dal Mas                 | Partito Repubblicano Italiano           | 2 954   | 2,60  |  |  |  |  |  |
| Totale                                                                         | Totale                         | Totale                                  | 113 716 | 100   |  |  |  |  |  |
|                                                                                |                                |                                         |         |       |  |  |  |  |  |
| Voti non validi                                                                | Voti non validi                | Voti non validi                         | 4 779   | 4,03  |  |  |  |  |  |
| Votanti                                                                        | Votanti                        | Votanti                                 | 118 495 | 88,06 |  |  |  |  |  |
| Elettori                                                                       | Elettori                       | Elettori                                | 134 561 |       |  |  |  |  |  |
|                                                                                |                                |                                         |         |       |  |  |  |  |  |
| Nota: quorum del 65% non raggiunto; ripartizione dei seggi a livello regionale |                                |                                         |         |       |  |  |  |  |  |
| Data: 7 maggio 1972                                                            |                                |                                         |         |       |  |  |  |  |  |
| Fonte: Ministero dell'interno                                                  |                                |                                         |         |       |  |  |  |  |  |

#### VII legislatura
|                                                                                | Arnaldo Colleselli         | Democrazia Cristiana                    | 52 731  | 45,92 |  |  |  |  |  |
|                                                                                | Giovanni Bortot            | Partito Comunista Italiano              | 25 205  | 21,95 |  |  |  |  |  |
|                                                                                | Orazio Piccolotto          | Partito Socialista Italiano             | 14 584  | 12,70 |  |  |  |  |  |
|                                                                                | Dino Riva ✔️ Eletto        | Partito Socialista Democratico Italiano | 11 230  | 9,78  |  |  |  |  |  |
|                                                                                | Romolo Dal Mas             | Partito Repubblicano Italiano           | 4 921   | 4,29  |  |  |  |  |  |
|                                                                                | Bortolo Zanenga            | Movimento Sociale Italiano              | 3 798   | 3,31  |  |  |  |  |  |
|                                                                                | Giovanni Battista Arrigoni | Partito Liberale Italiano               | 2 310   | 2,01  |  |  |  |  |  |
|                                                                                | Dario Colombera            | Partito Radicale                        | 1 063   | 0,93  |  |  |  |  |  |
| Totale                                                                         | Totale                     | Totale                                  | 114 842 | 100   |  |  |  |  |  |
|                                                                                |                            |                                         |         |       |  |  |  |  |  |
| Voti non validi                                                                | Voti non validi            | Voti non validi                         | 5 195   | 4,33  |  |  |  |  |  |
| Votanti                                                                        | Votanti                    | Votanti                                 | 120 037 | 88,32 |  |  |  |  |  |
| Elettori                                                                       | Elettori                   | Elettori                                | 135 906 |       |  |  |  |  |  |
|                                                                                |                            |                                         |         |       |  |  |  |  |  |
| Nota: quorum del 65% non raggiunto; ripartizione dei seggi a livello regionale |                            |                                         |         |       |  |  |  |  |  |
| Data: 20 giugno 1976                                                           |                            |                                         |         |       |  |  |  |  |  |
| Fonte: Ministero dell'interno                                                  |                            |                                         |         |       |  |  |  |  |  |

#### VIII legislatura
|                                                                                | Emilio Neri                | Democrazia Cristiana                         | 50 165  | 43,68 |  |  |  |  |  |
|                                                                                | Giovanni Bortot            | Partito Comunista Italiano                   | 24 048  | 20,94 |  |  |  |  |  |
|                                                                                | A. De Roit                 | Partito Socialista Italiano                  | 13 642  | 11,88 |  |  |  |  |  |
|                                                                                | Dino Riva ✔️ Eletto        | Partito Socialista Democratico Italiano      | 13 304  | 11,58 |  |  |  |  |  |
|                                                                                | C. Comel                   | Partito Repubblicano Italiano                | 4 710   | 4,10  |  |  |  |  |  |
|                                                                                | F. Rettori Zanenga         | Movimento Sociale Italiano                   | 3 342   | 2,91  |  |  |  |  |  |
|                                                                                | Giovanni Battista Arrigoni | Partito Liberale Italiano                    | 2 920   | 2,54  |  |  |  |  |  |
|                                                                                | Gianteresio Vattimo        | Partito Radicale - Nuova Sinistra Unita      | 2 217   | 1,93  |  |  |  |  |  |
|                                                                                | G. Consolati               | Costituente di Destra - Democrazia Nazionale | 508     | 0,44  |  |  |  |  |  |
| Totale                                                                         | Totale                     | Totale                                       | 114 856 | 100   |  |  |  |  |  |
|                                                                                |                            |                                              |         |       |  |  |  |  |  |
| Voti non validi                                                                | Voti non validi            | Voti non validi                              | 5 489   | 4,56  |  |  |  |  |  |
| Votanti                                                                        | Votanti                    | Votanti                                      | 120 345 | 84,10 |  |  |  |  |  |
| Elettori                                                                       | Elettori                   | Elettori                                     | 143 092 |       |  |  |  |  |  |
|                                                                                |                            |                                              |         |       |  |  |  |  |  |
| Nota: quorum del 65% non raggiunto; ripartizione dei seggi a livello regionale |                            |                                              |         |       |  |  |  |  |  |
| Data: 3 giugno 1979                                                            |                            |                                              |         |       |  |  |  |  |  |
| Fonte: Ministero dell'interno                                                  |                            |                                              |         |       |  |  |  |  |  |

#### IX legislatura
|                                                                                | Emilio Neri         | Democrazia Cristiana                    | 41 983  | 38,83 |  |  |  |  |  |
|                                                                                | Sandrino De Toffol  | Partito Comunista Italiano              | 20 013  | 18,51 |  |  |  |  |  |
|                                                                                | Orazio Piccolotto   | Partito Socialista Italiano             | 12 268  | 11,35 |  |  |  |  |  |
|                                                                                | Dino Riva ✔️ Eletto | Partito Socialista Democratico Italiano | 12 224  | 11,31 |  |  |  |  |  |
|                                                                                | Galliano D'Incà     | Partito Repubblicano Italiano           | 5 701   | 5,27  |  |  |  |  |  |
|                                                                                | Bortolo Zanenga     | Movimento Sociale Italiano              | 4 160   | 3,85  |  |  |  |  |  |
|                                                                                | Graziano Girardi    | Liga Veneta                             | 3 687   | 3,41  |  |  |  |  |  |
|                                                                                | Umberto Comuzzi     | Partito Liberale Italiano               | 3 334   | 3,08  |  |  |  |  |  |
|                                                                                | Ugo Sandroni        | Partito Radicale                        | 1 706   | 1,58  |  |  |  |  |  |
|                                                                                | Renato Deliperi     | Partito Nazionale Pensionati            | 1 654   | 1,53  |  |  |  |  |  |
|                                                                                | Antonio Zamengo     | Democrazia Proletaria                   | 1 242   | 1,15  |  |  |  |  |  |
|                                                                                | Giacomo Pietro Masé | Lista per Trieste                       | 150     | 0,14  |  |  |  |  |  |
| Totale                                                                         | Totale              | Totale                                  | 108 122 | 100   |  |  |  |  |  |
|                                                                                |                     |                                         |         |       |  |  |  |  |  |
| Voti non validi                                                                | Voti non validi     | Voti non validi                         | 8 841   | 7,56  |  |  |  |  |  |
| Votanti                                                                        | Votanti             | Votanti                                 | 116 963 | 81,61 |  |  |  |  |  |
| Elettori                                                                       | Elettori            | Elettori                                | 143 311 |       |  |  |  |  |  |
|                                                                                |                     |                                         |         |       |  |  |  |  |  |
| Nota: quorum del 65% non raggiunto; ripartizione dei seggi a livello regionale |                     |                                         |         |       |  |  |  |  |  |
| Data: 26 giugno 1983                                                           |                     |                                         |         |       |  |  |  |  |  |
| Fonte: Ministero dell'interno                                                  |                     |                                         |         |       |  |  |  |  |  |

#### X legislatura
|                                                                                | Emilio Neri            | Democrazia Cristiana                    | 42 359  | 37,85 |  |  |  |  |  |
|                                                                                | Siro Zanella ✔️ Eletto | Partito Socialista Italiano             | 21 409  | 19,13 |  |  |  |  |  |
|                                                                                | Sandrino De Toffol     | Partito Comunista Italiano              | 19 766  | 17,66 |  |  |  |  |  |
|                                                                                | Dante Schietroma       | Partito Socialista Democratico Italiano | 5 421   | 4,84  |  |  |  |  |  |
|                                                                                | Bortolo Zanenga        | Movimento Sociale Italiano              | 4 841   | 4,33  |  |  |  |  |  |
|                                                                                | A. Reolon              | Partito Repubblicano Italiano           | 4 414   | 3,94  |  |  |  |  |  |
|                                                                                | B. Pandolfo            | Liga Veneta-Pensionati Uniti            | 3 438   | 3,07  |  |  |  |  |  |
|                                                                                | C. A. M. T. Pinelli    | Lista Verde                             | 3 310   | 2,96  |  |  |  |  |  |
|                                                                                | G. Bond                | Partito Liberale Italiano               | 2 786   | 2,49  |  |  |  |  |  |
|                                                                                | P. Pieri               | Partito Radicale                        | 2 552   | 2,28  |  |  |  |  |  |
|                                                                                | F. Tundo               | Democrazia Proletaria                   | 1 416   | 1,27  |  |  |  |  |  |
|                                                                                | G. Abbà Contento       | Alleanza Popolare Pensionati            | 210     | 0,19  |  |  |  |  |  |
| Totale                                                                         | Totale                 | Totale                                  | 111 922 | 100   |  |  |  |  |  |
|                                                                                |                        |                                         |         |       |  |  |  |  |  |
| Voti non validi                                                                | Voti non validi        | Voti non validi                         | 6 615   | 5,58  |  |  |  |  |  |
| Votanti                                                                        | Votanti                | Votanti                                 | 118 537 | 81,72 |  |  |  |  |  |
| Elettori                                                                       | Elettori               | Elettori                                | 145 052 |       |  |  |  |  |  |
|                                                                                |                        |                                         |         |       |  |  |  |  |  |
| Nota: quorum del 65% non raggiunto; ripartizione dei seggi a livello regionale |                        |                                         |         |       |  |  |  |  |  |
| Data: 14 giugno 1987                                                           |                        |                                         |         |       |  |  |  |  |  |
| Fonte: Ministero dell'interno                                                  |                        |                                         |         |       |  |  |  |  |  |

#### XI legislatura
|                                                                                | Sergio De Cian           | Democrazia Cristiana                    | 34 915  | 30,16 |  |  |  |  |  |
|                                                                                | Donato Manfroi ✔️ Eletto | Lega Lombarda                           | 25 247  | 21,81 |  |  |  |  |  |
|                                                                                | Siro Zanella             | Partito Socialista Italiano             | 15 203  | 13,13 |  |  |  |  |  |
|                                                                                | Giuseppe Pison           | Partito Democratico della Sinistra      | 8 969   | 7,75  |  |  |  |  |  |
|                                                                                | Pierluigi Ronzani        | Lega Autonomia Veneta                   | 4 633   | 4,00  |  |  |  |  |  |
|                                                                                | Aldo Da Rold             | Partito Repubblicano Italiano           | 4 291   | 3,71  |  |  |  |  |  |
|                                                                                | Peppino Zangrando        | Partito della Rifondazione Comunista    | 4 165   | 3,60  |  |  |  |  |  |
|                                                                                | Pierluigi Tomasella      | Partito Socialista Democratico Italiano | 3 989   | 3,45  |  |  |  |  |  |
|                                                                                | Paolo Serafini           | Movimento Sociale Italiano              | 3 656   | 3,16  |  |  |  |  |  |
|                                                                                | Gianni Tamino            | Federazione dei Verdi                   | 2 493   | 2,15  |  |  |  |  |  |
|                                                                                | Armando Masiero          | Movimento Veneto Regione Autonoma       | 2 207   | 1,91  |  |  |  |  |  |
|                                                                                | Giuseppe Nanni           | Partito Liberale Italiano               | 1 913   | 1,65  |  |  |  |  |  |
|                                                                                | Giancarlo Dal Pra        | Union Veneto                            | 1 435   | 1,24  |  |  |  |  |  |
|                                                                                | Gianluigi Polidoro       | Sì Referendum                           | 979     | 0,85  |  |  |  |  |  |
|                                                                                | Maria Cerami             | Partito Pensionati                      | 960     | 0,83  |  |  |  |  |  |
|                                                                                | Corrado Pavan            | Verdi Federalisti                       | 710     | 0,61  |  |  |  |  |  |
| Totale                                                                         | Totale                   | Totale                                  | 115 765 | 100   |  |  |  |  |  |
|                                                                                |                          |                                         |         |       |  |  |  |  |  |
| Voti non validi                                                                | Voti non validi          | Voti non validi                         | 5 146   | 4,26  |  |  |  |  |  |
| Votanti                                                                        | Votanti                  | Votanti                                 | 120 911 | 81,22 |  |  |  |  |  |
| Elettori                                                                       | Elettori                 | Elettori                                | 148 865 |       |  |  |  |  |  |
|                                                                                |                          |                                         |         |       |  |  |  |  |  |
| Nota: quorum del 65% non raggiunto; ripartizione dei seggi a livello regionale |                          |                                         |         |       |  |  |  |  |  |
| Data: 5 aprile 1992                                                            |                          |                                         |         |       |  |  |  |  |  |
| Fonte: Ministero dell'interno                                                  |                          |                                         |         |       |  |  |  |  |  |

## 1993-2005

### Territorio
Il collegio di Belluno era uno dei 17 collegi uninominali in cui era suddiviso il Veneto; come previsto dal D.Lgs. del 20 dicembre 1993 n. 535, era compreso nelle province di Belluno e di Treviso e comprendeva i seguenti comuni: Agordo, Alano di Piave, Alleghe, Arsiè, Auronzo di Cadore, Belluno, Borca di Cadore, Borso del Grappa, Calalzo di Cadore, Canale d'Agordo, Castellavazzo, Cavaso del Tomba,  Cencenighe Agordino, Cesiomaggiore, Chies d'Alpago, Cibiana di Cadore, Colle Santa Lucia, Comelico Superiore, Cortina d'Ampezzo, Crespano del Grappa, Danta di Cadore, Domegge di Cadore, Falcade, Farra d'Alpago, Feltre, Fonzaso, Forno di Zoldo, Gosaldo, La Valle Agordina, Lamon, Lentiai, Limana, Livinallongo del Col di Lana, Longarone, Lorenzago di Cadore, Lozzo di Cadore, Mel, Ospitale di Cadore, Paderno del Grappa, Pedavena, Pederobba, Perarolo di Cadore, Pieve d'Alpago, Pieve di Cadore, Ponte nelle Alpi, Possagno, Puos d'Alpago, Quero, Rivamonte Agordino, Rocca Pietore, San Gregorio nelle Alpi, San Nicolò di Comelico, San Pietro di Cadore, San Tomaso Agordino, San Vito di Cadore, Santa Giustina, Santo Stefano di Cadore, Sappada, Sedico, Segusino, Selva di Cadore, Seren del Grappa, Sospirolo, Soverzene, Sovramonte, Taibon Agordino, Tambre, Trichiana, Vallada Agordina, Valle di Cadore, Vas, Vigo di Cadore, Vodo di Cadore, Voltago Agordino, Zoldo Alto e Zoppè di Cadore.

### Eletti
| Elezione | Elezione | Senatore       | Partito                 |
| -------- | -------- | -------------- | ----------------------- |
|          | 1994     | Donato Manfroi | Polo delle Libertà (LN) |
|          | 1996     | Donato Manfroi | Lega Nord               |
|          | 2001     | Walter De Rigo | Casa delle Libertà (FI) |

### Dati elettorali

#### XII legislatura
|                               | Donato Manfroi ✔️ Eletto        | Polo delle Libertà           | 66 936  | 46,27 |  |  |  |  |  |
|                               | Paolo De Paoli                  | Progressisti                 | 27 215  | 18,81 |  |  |  |  |  |
|                               | Gian Candido De Martin Topranin | Patto per l'Italia           | 26 673  | 18,44 |  |  |  |  |  |
|                               | Bruno Costa                     | Lega Autonomia Veneta        | 9 517   | 6,58  |  |  |  |  |  |
|                               | Siro Maracchi                   | Alleanza Nazionale           | 8 529   | 5,90  |  |  |  |  |  |
|                               | Peppino Zangrando               | Ambiente Lavoro Progresso    | 4 474   | 3,09  |  |  |  |  |  |
|                               | Corrado Floridia                | Partito della Legge Naturale | 1 333   | 0,92  |  |  |  |  |  |
| Totale                        | Totale                          | Totale                       | 144 677 | 100   |  |  |  |  |  |
|                               |                                 |                              |         |       |  |  |  |  |  |
| Voti non validi               | Voti non validi                 | Voti non validi              | 8 164   | 5,34  |  |  |  |  |  |
| Votanti                       | Votanti                         | Votanti                      | 152 841 | 80,92 |  |  |  |  |  |
| Elettori                      | Elettori                        | Elettori                     | 188 888 |       |  |  |  |  |  |
|                               |                                 |                              |         |       |  |  |  |  |  |
| Data: 27-28 marzo 1994        |                                 |                              |         |       |  |  |  |  |  |
| Fonte: Ministero dell'interno |                                 |                              |         |       |  |  |  |  |  |

#### XIII legislatura
|                               | Donato Manfroi ✔️ Eletto | Lega Nord                          | 55 986  | 39,75 |  |  |  |  |  |
|                               | Angelo Tanzarella        | L'Ulivo                            | 38 690  | 27,47 |  |  |  |  |  |
|                               | Sergio De Cian           | Polo per le Libertà                | 36 129  | 25,65 |  |  |  |  |  |
|                               | Aldo Lanfranconi         | Unione Nord Est                    | 4 462   | 3,17  |  |  |  |  |  |
|                               | Ugo Illing               | Regione Dolomitica Europea         | 2 898   | 2,06  |  |  |  |  |  |
|                               | Dino Meneghin            | Movimento Sociale Fiamma Tricolore | 1 595   | 1,13  |  |  |  |  |  |
|                               | Dino Marcon              | Mani Pulite                        | 1 097   | 0,78  |  |  |  |  |  |
| Totale                        | Totale                   | Totale                             | 140 857 | 100   |  |  |  |  |  |
|                               |                          |                                    |         |       |  |  |  |  |  |
| Voti non validi               | Voti non validi          | Voti non validi                    | 7 239   | 4,89  |  |  |  |  |  |
| Votanti                       | Votanti                  | Votanti                            | 148 096 | 76,01 |  |  |  |  |  |
| Elettori                      | Elettori                 | Elettori                           | 194 843 |       |  |  |  |  |  |
|                               |                          |                                    |         |       |  |  |  |  |  |
| Data: 21 aprile 1996          |                          |                                    |         |       |  |  |  |  |  |
| Fonte: Ministero dell'interno |                          |                                    |         |       |  |  |  |  |  |

#### XIV legislatura
|                               | Walter De Rigo ✔️ Eletto | Casa delle Libertà                   | 59 429  | 42,77 |  |  |  |  |  |
|                               | Paolo Bertezzolo         | L'Ulivo                              | 45 431  | 32,70 |  |  |  |  |  |
|                               | Franco Roccon            | Liga Fronte Veneto                   | 8 965   | 6,45  |  |  |  |  |  |
|                               | Fabrizia De Biasio       | Lista Di Pietro                      | 6 792   | 4,89  |  |  |  |  |  |
|                               | Ivan Tegner              | Partito della Rifondazione Comunista | 4 833   | 3,48  |  |  |  |  |  |
|                               | Roberto De Nes           | Democrazia Europea                   | 3 766   | 2,71  |  |  |  |  |  |
|                               | Silvano Serafini         | Va' Pensiero Padania                 | 3 682   | 2,65  |  |  |  |  |  |
|                               | Maria Antonietta Di Chio | Lista Pannella-Bonino                | 3 316   | 2,39  |  |  |  |  |  |
|                               | Luciano Costa            | Fiamma Tricolore                     | 2 731   | 1,97  |  |  |  |  |  |
| Totale                        | Totale                   | Totale                               | 138 945 | 100   |  |  |  |  |  |
|                               |                          |                                      |         |       |  |  |  |  |  |
| Voti non validi               | Voti non validi          | Voti non validi                      | 8 604   | 5,83  |  |  |  |  |  |
| Votanti                       | Votanti                  | Votanti                              | 147 549 | 73,32 |  |  |  |  |  |
| Elettori                      | Elettori                 | Elettori                             | 201 238 |       |  |  |  |  |  |
|                               |                          |                                      |         |       |  |  |  |  |  |
| Data: 13 maggio 2001          |                          |                                      |         |       |  |  |  |  |  |
| Fonte: Ministero dell'interno |                          |                                      |         |       |  |  |  |  |  |